# 加文·史蒂文斯
加文·史蒂文斯（英語：Gavin Stevens，1960年2月23日—），生于奥克兰，新西兰男子自行车运动员。他曾代表新西兰参加1990年英联邦运动会自行车比赛，获得一枚金牌。他也曾参加1988年夏季奥运会。